# Korruptionsbarometer
Das globale Korruptionsbarometer wurde 2003 von Transparency International eingeführt, um die Korruption von Ländern aufgrund der Einschätzungen und Erfahrungen der Bevölkerung, nicht der Experten, einzuschätzen.
Die Umfragen werden unregelmäßig veröffentlicht.

## Ergebnisse zu Deutschland
77 Prozent der Befragten in Deutschland bejahten 2016 die Aussage: „Wohlhabende Personen nutzen oft ihren Einfluss auf die Regierung für ihre eigenen Interessen, und es braucht strengere Regeln, um dies zu verhindern.“  57 Prozent der Befragten äußerten 2013, die Korruption habe zugenommen. Die politischen Parteien wurden mit 3,8, die Privatwirtschaft mit 3,7 und die Medien mit 3,6 bewertet (Skala von 1 bis 5).